# Zofia Hiszpańska
Sofía de Todos los Santos de Borbón y Ortiz (ur. 29 kwietnia 2007 w Madrycie) – córka króla Hiszpanii Filipa VI i królowej Letycji, infantka, druga w linii sukcesji do tronu hiszpańskiego.

## Życiorys
Urodziła się w Międzynarodowej Klinice Ruber w Madrycie na skutek cesarskiego cięcia. Zofia jest pierwszą członkinią rodu hiszpańskich Burbonów o tym imieniu, które otrzymała na cześć swojej babki, królowej Zofii, zaś jej dodatkowe imię „de Todos los Santos” (Wszystkich Świętych), występowało niezwykle często w rodzinie Burbonów. 

## Odznacznia
- Krzyż Wielki Orderu Izabeli Katolickiej (2025)[1][2]